# Primärvalen inför Europaparlamentsvalet 2014

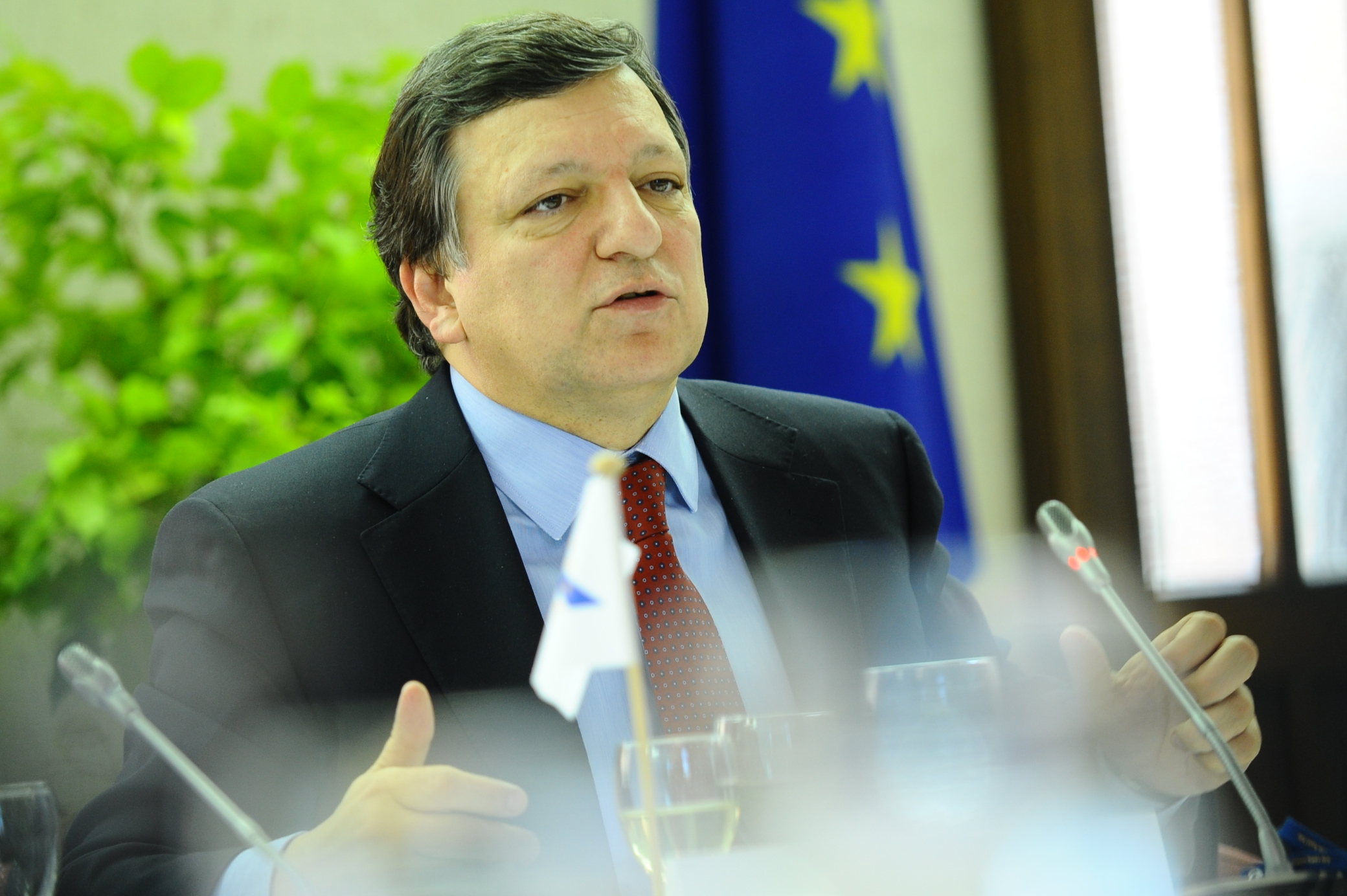
Primärvalen handlar om att utse kandidater till att efterträda José Manuel Barroso (EPP) som kommissionsordförande.

Primärvalen inför Europaparlamentsvalet 2014 är val som europeiska partier genomför för att fastställa sina kandidater till kommissionsordförande inför Europaparlamentsvalet 2014. Valet 2014 blir det första Europaparlamentsvalet då europeiska partier genomför primärval och öppet utser kandidater till kommissionsordförande. Denna process ska inte sammanblandas med de interna provval som äger rum inom de nationella partierna för att ta fram kandidater till Europaparlamentet.
Hur kandidaterna väljs varierar från parti till parti. Inspirerat av de primärval som äger rum inför de amerikanska presidentvalen har Europeiska gröna partiet (EGP) valt att hålla ett primärval som alla gröna sympatisörer inom hela unionen kan delta i. Även Europeiska folkpartiet (EPP), Europeiska socialdemokratiska partiet (PES), Alliansen liberaler och demokrater för Europa (ALDE) och Europeiska vänsterpartiet (EV) kommer att utse kandidater, men i enlighet med olika förfaranden som efterliknar ett primärval i mer eller mindre utsträckning.

## Utformning
Europaparlamentsvalet 2014 blir det första valet som äger rum sedan Lissabonfördraget trädde i kraft den 1 december 2009. Genom fördraget ändrades utnämningsförfarandet för Europeiska kommissionens ordförande. Det nya förfarandet innebär att Europeiska rådet, bestående av medlemsstaternas stats- eller regeringschefer, föreslår en kandidat med hänsyn till utgången i Europaparlamentsvalet. Denna kandidat måste därefter väljas av Europaparlamentet. Om kandidaten inte lyckas erhålla en absolut majoritet i parlamentet, måste Europeiska rådet föreslå en ny kandidat.
De europeiska partierna, som i princip är paraplyorganisationer bestående av nationella partierna med samma ideologiska grund, har tolkat det nya förfarandet som att varje parti bör föreslå en kandidat till kommissionsordförande innan valet. Under valrörelsen kommer dessa kandidater att vara frontfigurerna för de olika partierna och verka för en mer paneuropeisk debatt. Det parti eller den koalition som lyckas säkra en majoritet i parlamentet kommer efter valet att få sin kandidat vald till ny kommissionsordförande. Processen kan jämföras med hur en premiärminister eller statsminister normalt utses på nationell nivå efter ett nationellt parlamentsval. Trots att de europeiska partierna har erhållit stöd från både Europaparlamentet och Europeiska kommissionen för denna tolkning har vissa nationella stats- eller regeringschefer, så som Tysklands förbundskansler Angela Merkel, ställt sig negativa till denna tolkning med motiveringen att Europeiska rådet under alla omständigheter har den exklusiva rätten att föreslå vem man vill ha som ny kommissionsordförande.

## Europeiska folkpartiet
Europeiska folkpartiet har tillkännagett avsikten att utse en kandidat till kommissionsordförande. Partiet har dock inte som avsikt att hålla något primärval, utan kandidaten kommer att utses av partikongressen. Tunga EPP-politiker såsom Tysklands förbundskansler Angela Merkel har ställt sig negativa till idén med kandidater till kommissionsordförande med motiveringen att Europeiska rådet har den exklusiva rätten att nominera vem som ska bli kommissionsordförande, oavsett utgången i Europaparlamentsvalet. Den 12 november 2013 bekräftade dock Joseph Daul i samband med att han blev vald till partiledare för EPP att partiet kommer att ha en egen kandidat till kommissionsordförande i Europaparlamentsvalet. Detta bekräftades vid partiets förmöte inför Europeiska rådets sammanträde den 19 december 2013.

### Officiell kandidat
Följande personer har omnämnts i massmediala sammanhang som tänkbara kandidater för EPP. Ingen av dem har dock bekräftat att de officiellt är en kandidat till att bli kommissionsordförande. Nuvarande kommissionsordförande José Manuel Barroso uteslöt i november 2013 möjligheten att han kandiderar för en tredje mandatperiod. I januari 2014 meddelade den franske oppositionsledaren Jean-François Copé officiellt sitt stöd till partikamraten och kommissionären Michel Barnier. Jean-Claude Juncker meddelade i januari 2014 att han kan tänka sig att vara EPP:s kandidat till kommissionsordförande. En annan potentiell kandidat, den mångåriga kommissionsledamoten Viviane Reding från Luxemburg, gav sitt stöd till Juncker den 29 januari 2014 och meddelade samtidigt att hon inte kandiderar. Den 28 januari 2014 meddelade EPP:s partiledare Joseph Daul att det finns fyra kandidater till att bli EPP:s kandidat till kommissionsordförande: Finlands premiärminister Jyrki Katainen, Luxemburgs tidigare premiärminister Jean-Claude Juncker, Lettlands tidigare premiärminister Valdis Dombrovskis och den franske kommissionsledamoten Michel Barnier. I början av februari 2014 rapporterade den tyska tidningen Welt am Sonntag att EPP redan informellt har fattat beslutet att välja Juncker till sin kandidat. Den 6 februari 2014 meddelade en nära medarbetare till Jyrki Katainen att den finska statsministern inte ställer upp som kandidat. Tysklands förbundskansler Angela Merkel uttryckte sig positivt till Junckers kandidatur i början av februari. Samtidigt ställde sig de baltiska EPP-partierna bakom Valdis Dombrovskis. Valdis Dombrovskis lämnade officiellt in sin kandidatur till EPP den 18 februari 2014 med stöd av de baltiska EPP-partierna. Jean-Claude Juncker gjorde motsvarande den 27 februari 2014 efter att ha fått stöd av sitt eget parti samt tyska CDU och grekiska Ny Demokrati. Den 28 februari 2014 offentliggjorde även den franske kommissionsledamoten Michel Barnier sin kandidatur med stöd av sitt eget parti samt ungerska Fidesz och slovenska Nova Slovenija.
Valdis Dombrovskis meddelade den 6 mars, dagen innan själva EPP-valet, att han drar sig ur nomineringsprocessen och istället stöder Jean-Claude Juncker. I en sluten omröstning den 7 mars 2014 röstade majoriteten av EPP:s delegater vid partiets kongress i Dublin för att välja Jean-Claude Juncker till partiets kandidat till kommissionsordförande. Juncker erhöll 382 röster av 629, medan Barnier erhöll 245 röster (två röster var ogiltiga).
|                  |                     |                    |                |  |  |  |  |  |  |  |  |
|                  | Jean-Claude Juncker |                    | Michel Barnier |  |  |  |  |  |  |  |  |
|                  | Jean-Claude Juncker | Valdis Dombrovskis | Michel Barnier |  |  |  |  |  |  |  |  |
| Nationellt parti | DP                  | V                  | UMP            |  |  |  |  |  |  |  |  |
|                  |                     |                    |                |  |  |  |  |  |  |  |  |

## Europeiska socialdemokratiska partiet
Europeiska socialdemokratiska partiet (PES) beslutade 2011 att hålla primärval inför valet 2014. Den 1 oktober 2013 påbörjades nomineringsprocessen inför primärvalet och den avslutades den 31 oktober 2013. Den 6 november 2013 offentliggjorde partiets presidium Martin Schulz som den enda nominerade kandidaten. Mellan den 1 december 2013 och den 31 januari 2014 sökte Martin Schulz stöd bland de socialdemokratiska medlemspartierna. Den 1 mars 2014 valde PES kongress med 368 röster för, 2 emot och 34 avstående honom formellt som partiets kandidat.

### Officiell kandidat
|                  |               |  |  |  |  |  |  |  |  |  |
|                  | Martin Schulz |  |  |  |  |  |  |  |  |  |
|                  | Martin Schulz |  |  |  |  |  |  |  |  |  |
| Nationellt parti | SPD           |  |  |  |  |  |  |  |  |  |
| Nominerad av     | SPD           |  |  |  |  |  |  |  |  |  |
| Födelseår        | 1955          |  |  |  |  |  |  |  |  |  |
|                  |               |  |  |  |  |  |  |  |  |  |
|                  |               |  |  |  |  |  |  |  |  |  |

## Alliansen liberaler och demokrater för Europa
Alliansen liberaler och demokrater för Europa kommer att utse en kandidat till kommissionsordförande. Nomineringsprocessen påbörjades vid partiets kongress den 28-30 november 2013 och avslutades den 20 december 2013. Den 19 december 2013 diskuterade partiets högsta företrädare i kommissionen och Europeiska rådet nomineringarna. Två kandidater, Olli Rehn och Guy Verhofstadt, blev nominerade. Den 17 december 2013 ställde sig partiledarna för fjorton ALDE-partier, främst i Nordeuropa, bakom Olli Rehns kandidatur. Den 20 januari 2014 nådde de båda kandidaterna en uppgörelse som innebär att de båda kommer att vara partiets toppkandidater, men att Guy Verhofstadt kommer att vara partiets kandidat till kommissionsordförande medan Olli Rehn kommer att vara partiets kandidat till en annan hög post, troligtvis inom ekonomisk politik eller utrikespolitik. En särskild kongress valde formellt Guy Verhofstadt till partiets kandidat den 1 februari 2014.

### Officiell kandidat
Guy Verhofstadt och Olli Rehn ställde båda upp till ALDE:s nomineringsprocess. Den 20 januari 2014 drog sig Olli Rehn ur nomineringsprocessen och Guy Verhofstadt kvarstod som enda kandidat.
|                  |                 |                   |  |  |  |  |  |  |  |  |
|                  | Guy Verhofstadt | Olli Rehn         |  |  |  |  |  |  |  |  |
|                  | Guy Verhofstadt | Olli Rehn         |  |  |  |  |  |  |  |  |
| Nationellt parti | Öppna VLD       | Centern i Finland |  |  |  |  |  |  |  |  |
| Nominerad av     | Öppna VLD       | Centern i Finland |  |  |  |  |  |  |  |  |
| Födelseår        | 1953            | 1962              |  |  |  |  |  |  |  |  |
|                  |                 |                   |  |  |  |  |  |  |  |  |
|                  |                 |                   |  |  |  |  |  |  |  |  |

## Europeiska gröna partiet
Europeiska gröna partiet (EGP) antog bestämmelser för sitt primärval den 4 september 2013. Fram till den 20 oktober kunde de nationella medlemspartierna samt det europeiska ungdomsförbundet nominera kandidater. Sex kandidater nominerades under denna period. Dessa kandidater var sedan tvungna att erhålla stöd från minst fyra och högst åtta medlemspartier för att kunna delta i själva primärvalet. Den 7 november 2013 offentliggjordes att fyra kandidater hade lyckats med detta. Två kandidater, Ulrike Lunacek och Jolanda Verburg, lyckades inte säkra tillräckligt med stöd för att gå vidare från den ursprungliga nomineringsprocessen. Primärvalet påbörjades den 10 november 2013 och pågick fram till den 28 januari 2014. Primärvalet var öppet, vilket innebar att alla personer över 16 år som sympatiserade med den gröna rörelsen kunde rösta utan att behöva vara medlem i något av medlemspartierna i EGP. Den 29 januari 2014 tillkännagavs resultatet av primärvalet. Ska Keller och José Bové fick flest röster och blev därmed valda till Europeiska gröna partiets kandidater.

### Officiella kandidater
Följande personer var officiella kandidater i primärvalet:
|                  |                     |           |                     |                 |  |  |  |  |  |  |
|                  | Ska Keller          | José Bové | Rebecca Harms       | Monica Frassoni |  |  |  |  |  |  |
|                  | Ska Keller          | José Bové | Rebecca Harms       | Monica Frassoni |  |  |  |  |  |  |
| Nationellt parti | Allians 90/De gröna | EE        | Allians 90/De gröna | FdV             |  |  |  |  |  |  |
| Nominerad av     | FYEG                | EE        | Allians 90/De gröna | FdV             |  |  |  |  |  |  |
| Födelseår        | 1981                | 1953      | 1956                | 1963            |  |  |  |  |  |  |
| Antal röster     | 11 791              | 11 726    | 8 170               | 5 851           |  |  |  |  |  |  |
|                  |                     |           |                     |                 |  |  |  |  |  |  |

## Europeiska vänsterpartiet
Europeiska vänsterpartiets råd beslutade den 19 oktober 2013 att partiet skulle ta fram en egen kandidat till kommissionsordförande. Rådet nominerade Alexis Tsipras som enda kandidat. Han valdes formellt av partikongressen den 13-15 december 2013.

### Officiell kandidat
|                  |                |  |  |  |  |  |  |  |  |  |
|                  | Alexis Tsipras |  |  |  |  |  |  |  |  |  |
|                  | Alexis Tsipras |  |  |  |  |  |  |  |  |  |
| Nationellt parti | SYRIZA         |  |  |  |  |  |  |  |  |  |
| Nominerad av     | SYRIZA         |  |  |  |  |  |  |  |  |  |
| Födelseår        | 1974           |  |  |  |  |  |  |  |  |  |
|                  |                |  |  |  |  |  |  |  |  |  |
|                  |                |  |  |  |  |  |  |  |  |  |